# VECESA
VECESA - Vehículos Centroamericanos, S.A. ist ein Fahrradhersteller aus Guatemala und das größte Unternehmen dieser Art in Mittelamerika und in der Karibik.

## Geschichte
VECESA wurde im Jahr 1957 von Cesare Rizzatto in Guatemala-Stadt gegründet. Seit 1991 befinden sich die Produktionsanlagen in der Calzada Aguilar Batres in der Zone 12 der guatemaltekischen Hauptstadt. Das Unternehmen produziert heute etwa 120.000 Fahrräder pro Jahr, die nach Mittelamerika, Mexiko, Venezuela und in die Staaten der Karibik exportiert werden.

## Produkte
- Mountainbikes:
  - SP-600
  - SP-500
  - Jaguar
  - Hurricane

- Rennräder:
  - Millennium

- Kinderräder:
  - Tigrillo
  - Lince
  - Formula 1